# Ferrovia Meridionale
La ferrovia Vienna-Trieste, indicata anche come Ferrovia Meridionale (in tedesco Südbahn; in sloveno Južna železnica), è una linea ferroviaria internazionale che collega Vienna a Trieste passando per i territori dell'Austria, della Slovenia e dell'Italia. La gestione dell'infrastruttura è quindi di competenza delle tre società ferroviarie nazionali, ciascuna entro i propri confini di Stato: Österreichische Bundesbahnen (ÖBB) per il tratto austriaco, Slovenske železnice (SŽ) per quello sloveno e Rete Ferroviaria Italiana (RFI) per quello italiano.
La ferrovia fu esercita dal 1858 fino alla prima guerra mondiale dall'Imperial Regia Privilegiata Società delle ferrovie meridionali (Südbahn) che diede anche il nome alla lunga linea ferroviaria, battezzata originariamente come linea dell'Arciduca Giovanni d'Asburgo-Lorena (tedesco: Erzherzog Johann-Bahn).

## Storia

### La costruzione
I primi lavori per la costruzione della lunga linea ferroviaria risalgono al 1839. La società privata Wien-Raaber Eisenbahn-Gesellschaft aveva ottenuto il privilegio di una linea ferroviaria che congiungesse Vienna (Wien) a Gloggnitz, nella Bassa Austria. La linea fu aperta completamente il 5 maggio 1842.
Contemporaneamente vennero edificate la stazione Gloggnitzer, inaugurata nel 1841 come capolinea della ferrovia meridionale, e la Raaber Bahnhof, inaugurata nel 1845 e capolinea della Ferrovia Orientale. Le due stazioni costruite in stile classicista erano disposte simmetricamente ad angolo ottuso ed utilizzavano gli stessi depositi locomotive e le stesse officine che li collegavano, collocati nello spazio tra le due stazioni.
Negli anni quaranta del XIX secolo, allo scopo di incontrare la domanda commerciale proveniente dal porto di Trieste, allora appartenente all'Impero austriaco, e diretto verso la capitale, il Governo asburgico assunse i lavori di costruzione della Gloggnitz-Trieste.
Nel corso del processo di industrializzazione, la necessità di trasporto ferroviario aumentarono e le ferrovie austriache passarono da mani private al controllo governativo.
La costruzione fu affidata alle Ferrovie di Stato meridionali (kk Südlichen Staatsbahn), mentre il compito di redigere il progetto spettò a Carlo Ghega, che decise di adottare il progetto di valicare le Alpi con un percorso tortuoso, prevalentemente allo scoperto e quindi privo di lunghi trafori. La linea ferroviaria, interamente a doppio binario, sarebbe passata per Graz, Maribor, Lubiana e Postumia. La linea era tutta a doppio binario, ma durante la seconda guerra mondiale per motivi bellici, tra cui il recupero del ferro, molte tratte vennero ridotte a semplice binario, e poi gradatamente ripristinate nel dopoguerra. Attualmente resta a semplice binario la sezione Werndorf-Lebring e la sezione Leibnitz-Marburgo, l'odierna Maribor. Riguardo alla sezione Leibnitz-Maribor, per la tratta Leibnitz-Spielfeld Straß delle ÖBB è previsto il raddoppio, mentre per la tratta Spielfeld Strass-Maribor le SŽ non hanno ancora fatto previsioni.
| Tratta                       | Inaugurazione    |
| ---------------------------- | ---------------- |
| Wiener Neustadt-Baden        | 16 maggio 1841   |
| Baden-Mödling                | 29 maggio 1841   |
| Mödling-Vienna               | 20 giugno 1841   |
| Graz-Celje                   | 2 giugno 1848    |
| Celje-Lubiana                | 18 agosto 1849   |
| Wiener Neustadt-Mürzzuschlag | 23 ottobre 1853  |
| Lubiana-Postumia             | 20 novembre 1856 |
| Postumia-Trieste             | 27 luglio 1857   |

La sezione da Gloggnitz fino a Mürzzuschlag fu costruita tra il 1846 e il 1854. Per le sue caratteristiche, come l'elevata acclività e la quasi totalità del percorso in curva, viene considerata storicamente come la prima ferrovia di montagna a scartamento normale. La sezione è nota anche come ferrovia del Semmering dal nome del passo omonimo che viene valicato e che divide la Bassa Austria dalla Stiria.
La sezione successiva, fra Mürzzuschlag e Graz, risulta già aperta nel 1844. Nello stesso anno fu inaugurata la Graz–Maribor, mentre Celje fu raggiunta nel 1846 e Lubiana nel 1849.
Nel 1853, le Ferrovie dello Stato Meridionali austriache rilevarono la linea Vienna-Gloggnitz che divenne quindi la prima sezione della strada ferrata.
Il 28 luglio 1857 fu aperto il tratto finale da Lubiana a Trieste, presso una stazione terminale piuttosto piccola; nel 1878 una variante del tracciato negli ultimi due chilometri vide sorgere l'attuale stazione centrale.
Durante il boom del Gründerzeit, la vecchia Raaber Bahnhof fu sostituita tra il 1867 e il 1870 dalla Centralbahnhof ("stazione centrale"), progettata da A. Schumann, rinominata poi nel 1910 Staatsbahnhof ("stazione statale") e il 1º maggio 1914 Ostbahnhof ("stazione orientale"); anche la Gloggnitzer Bahnhof fu ricostruita e venne inaugurata nel 1874, non in tempo per la Fiera mondiale del 1873 a Vienna, e ribattezzata Südbahnhof. Il nuovo edificio era tre volte più largo di quello vecchio con il piazzale, che raggiungeva un'apertura di 35,7 metri, sufficiente per cinque, e dopo sei, binari di testa.

### L'esercizio della Südbahn
La ferrovia meridionale, inizialmente esercitata da KK Südlichen Staatsbahn (Imperial-Regia Ferrovie statali meridionali), a seguito della crisi finanziaria che aveva colpito l'Impero austro-ungarico, fu esercita dal 1858 fino alla prima guerra mondiale dall'Imperial Regia Privilegiata Società delle ferrovie meridionali, nota storicamente come Südbahn, che diede anche il nome alla lunga linea ferroviaria, battezzata originariamente come linea dell'Arciduca Giovanni d'Asburgo-Lorena.
La Vienna-Trieste divenne la linea principale della vasta rete ferroviaria di questa società, facente capo al patrimonio della famiglia Rothschild.

### Dopo la Prima guerra mondiale
A seguito della caduta dell'Impero austro-ungarico al termine del primo conflitto mondiale e sulla base dei confini stabiliti dai Trattati di Saint Germain e di Rapallo, la linea ferroviaria Vienna-Trieste perdette la sua gestione unitaria finendo suddivisa fra tre stati. All'Austria rimase il tratto tra Vienna e Spielfeld-Straß, al Regno dei Serbi, dei Croati e degli Sloveni (poi Regno di Jugoslavia) spettò il tratto tra Šentilj Meja e Rakek, mentre all'Italia quello tra Postumia Grotte e Trieste.
L'esercizio del tratto austriaco rimase alla Südbahn fino al 1923, quando lo Stato riacquistò la linea e passò la gestione alla Österreichische Bundesbahnen (ÖBB), mentre quella del tratto jugoslavo fu mantenuta dalla società ferroviaria austriaca fino al 1924. In quell'anno ci fu il passaggio alle società delle ferrovie statali del Regno dei Serbi, dei Croati e degli Sloveni (poi divenute Ferrovie statali jugoslave e infine Ferrovie Jugoslave, JŽ). Il tratto italiano entrò a far parte della rete delle Ferrovie dello Stato fin dal 1918, quindi prima che su di esso si estendesse la sovranità dello Stato italiano.

### Dopo la Seconda guerra mondiale
Dopo il Trattato di Parigi (1947) e il passaggio di gran parte dell'Istria e della Venezia Giulia alla Jugoslavia, le JŽ ebbero l'esercizio anche del tratto fra Sesana e Postumia, mentre la sezione triestina fino alla stazione di Poggioreale campagna, nota anche come Opicina Campagna, passò alla gestione provvisoria dell'Azienda autonoma delle ferrovie del Territorio Libero di Trieste. Solo nel 1954, con la definizione del passaggio della Zona A del territorio triestino all'Italia, il tronco ferroviario in questione passò all'esercizio delle Ferrovie dello Stato.
Nel 1963, le FS e le JŽ si accordarono per unificare i due valichi doganali presenti nella zona ferroviaria triestina, ovvero il Poggioreale del Carso (ora Villa Opicina) – Monrupino della ferrovia Jesenice-Trieste (facente parte del complesso della ferrovia Transalpina) e il Poggioreale Campagna – Sesana della Meridionale. Le FS costruirono un nuovo tracciato della Meridionale che saliva dalla stazione di Prosecco a quella di Poggioreale in maniera che questo scalo ferroviario fosse servito sia dai convogli provenienti da Trieste Campo Marzio, sulla Transalpina, sia da quelli provenienti dal Bivio d'Aurisina, sulla Meridionale e sulla Venezia – Trieste. Da Sesana i convogli sarebbero stati instradati sulla Transalpina tramite il breve raccordo che la collega a Duttogliano, costruito nel 1948. Del vecchio tracciato della meridionale rimane un breve tratto fra la vecchia Opicina Campagna, ora divenuta scalo merci dell'impianto di Villa Opicina, e l'autoporto Fernetti.

## Caratteristiche
La linea ferroviaria è stata concepita e costruita per essere a doppio binario e con tale caratteristica funziona attualmente ad eccezione del tronco fra Leibnitz, località austriaca a sud di Graz, e la città slovena di Maribor che è singolo binario dal 1945.
Dal punto di vista della trazione, la ferrovia risulta elettrificata. In territorio austriaco con tensione di 15.000 volt in corrente alternata a 16⅔ Hz, mentre in Slovenia e in Italia essa è a 3000 V in corrente continua.
La linea è stata elettrificata in territorio austriaco nel secondo dopoguerra; tra il 1956 e il 1977 sono state completate le seguenti tratte:
- 29 settembre 1956: Wien Südbahnhof–Gloggnitz
- 28 settembre 1957: Gloggnitz–Payerbach-Reichenau
- 29 maggio 1959: Payerbach-Reichenau–Mürzzuschlag
- 24 maggio 1963: Mürzzuschlag–Bruck an der Mur
- 22 maggio 1966: Bruck an der Mur–Graz Hbf
- 29 maggio 1972: Graz Hbf–Spielfeld-Straß (fino a Spielfeld-Straß elettrificazione con tensione di 15.000 volt a 16⅔ Hz in corrente alternata)
- 27 maggio 1977: Spielfeld-Straß – Spielfeld-Straß-Staatsgrenze– Maribor (Slovenia elettrificazione con tensione di 3000 V in corrente continua)

## Percorso

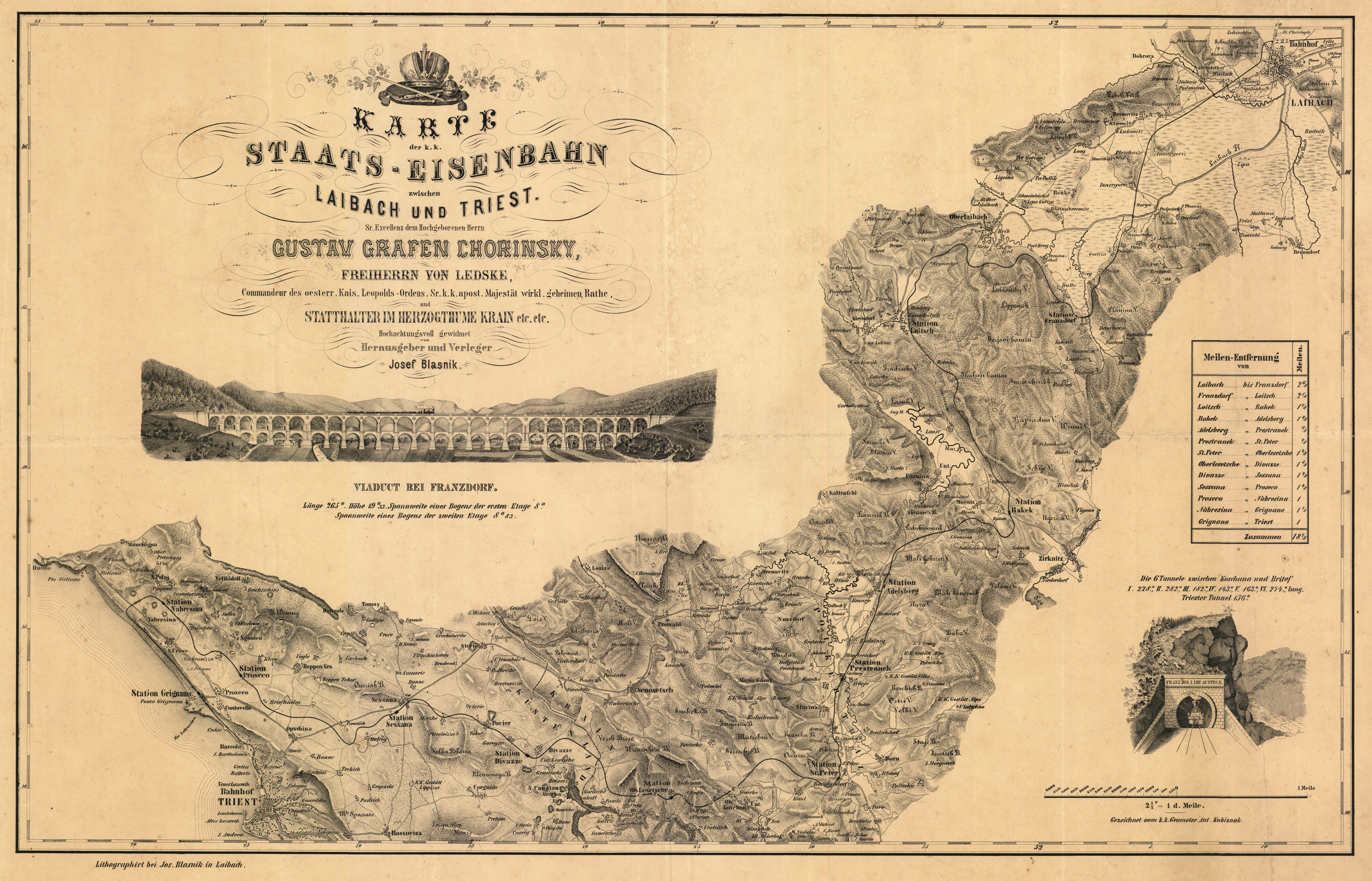
Mappa delle ferrovie tra Lubiana e Trieste (1850)

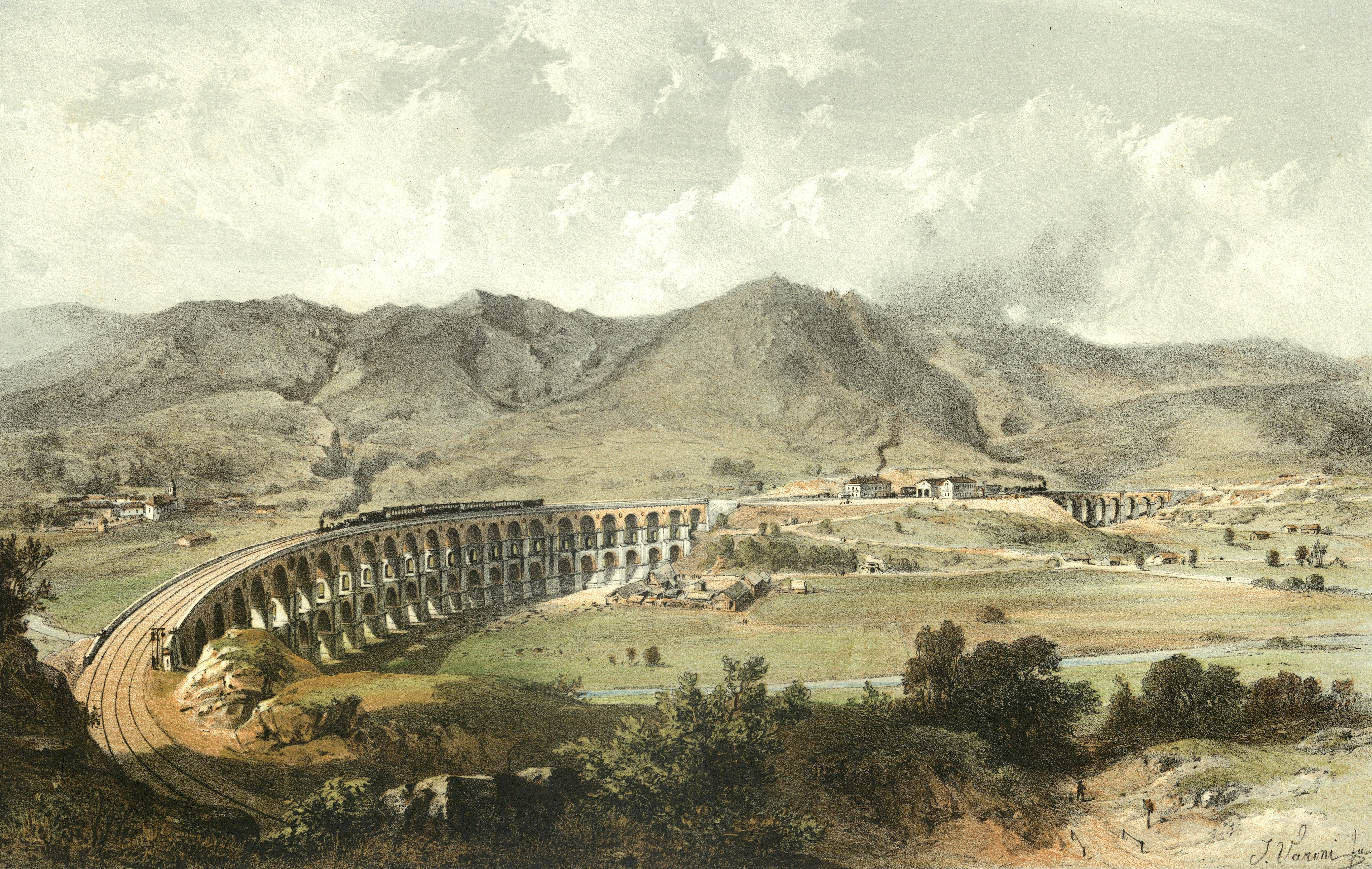
Il viadotto di Borovnica in un dipinto di Giovanni Varrone (1832-1910)

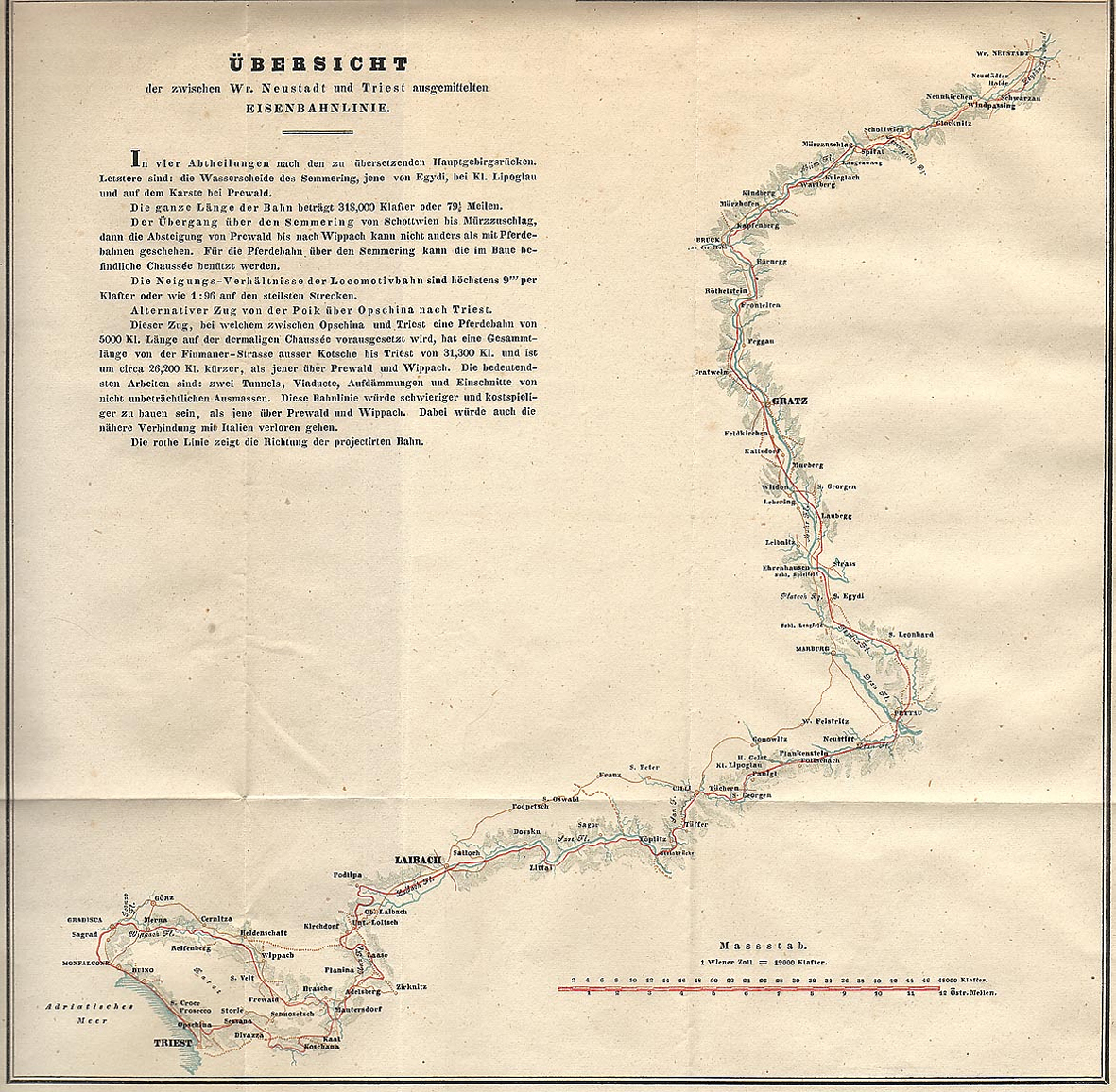
Mappa della linea tra Wiener Neustadt e Trieste

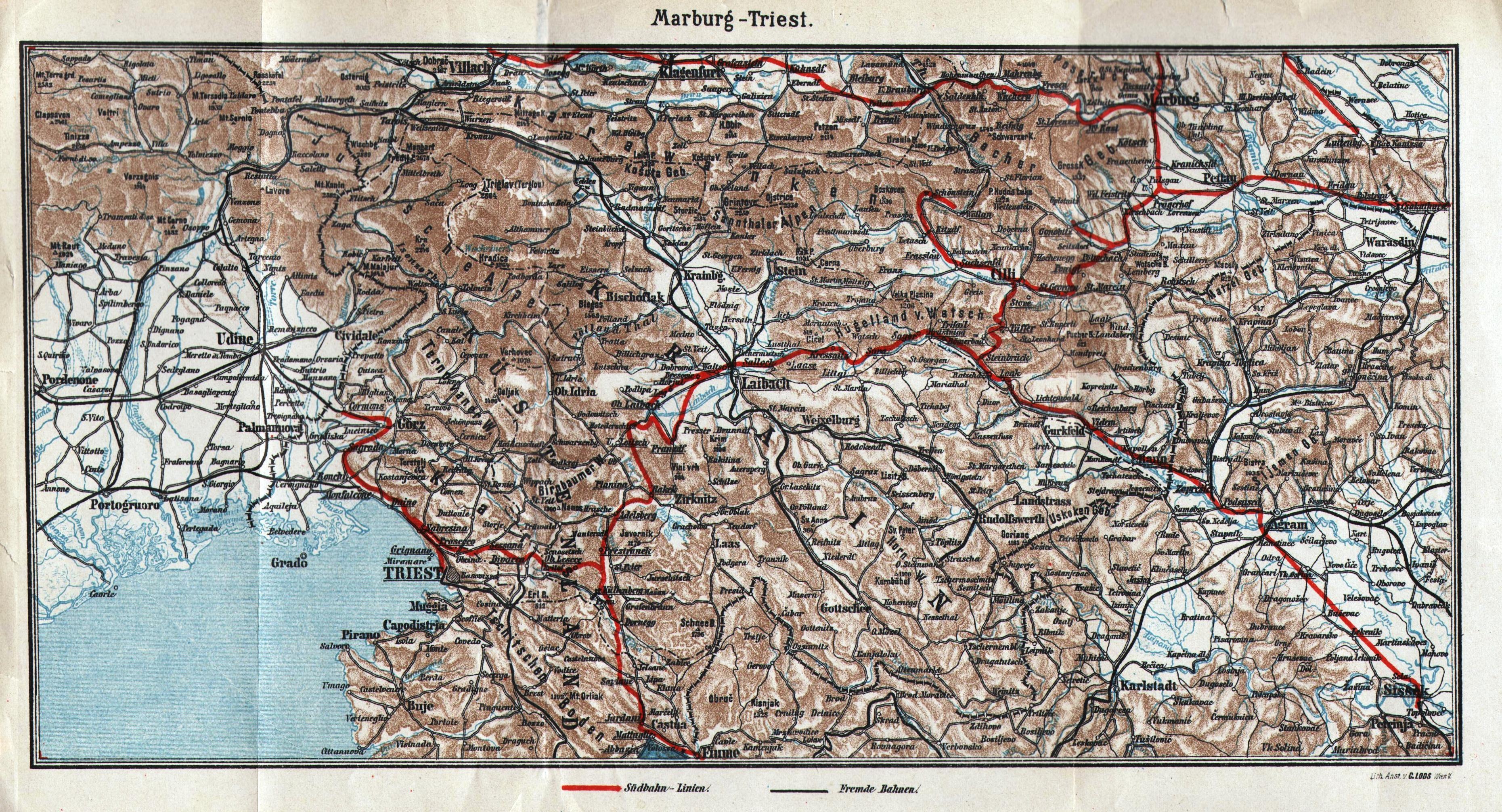
Percorso da Maribor a Trieste (1899)

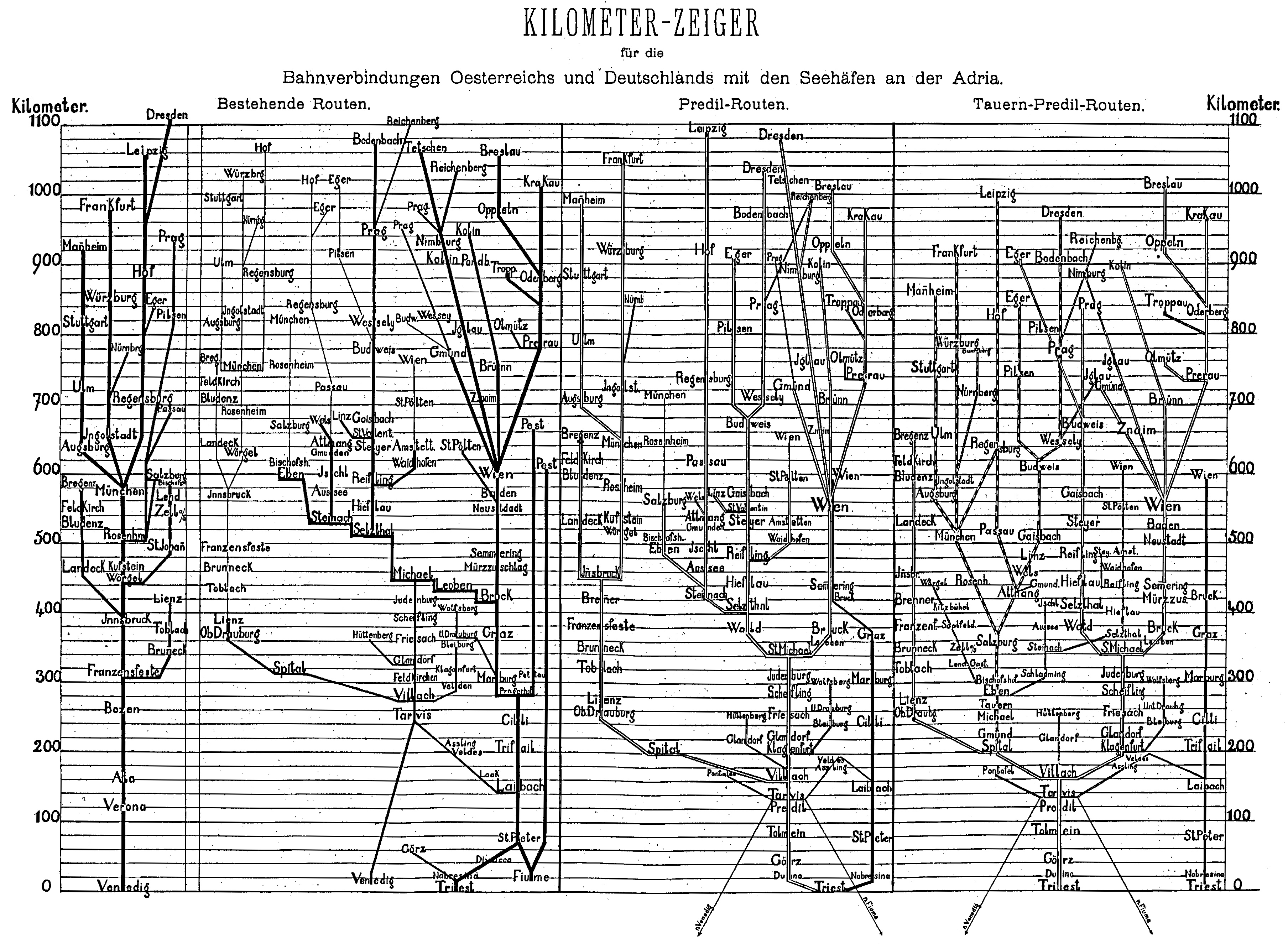
Collegamenti ferroviari dall'Austria e dalla Germania con i porti marittimi del Mar Adriatico (1891)

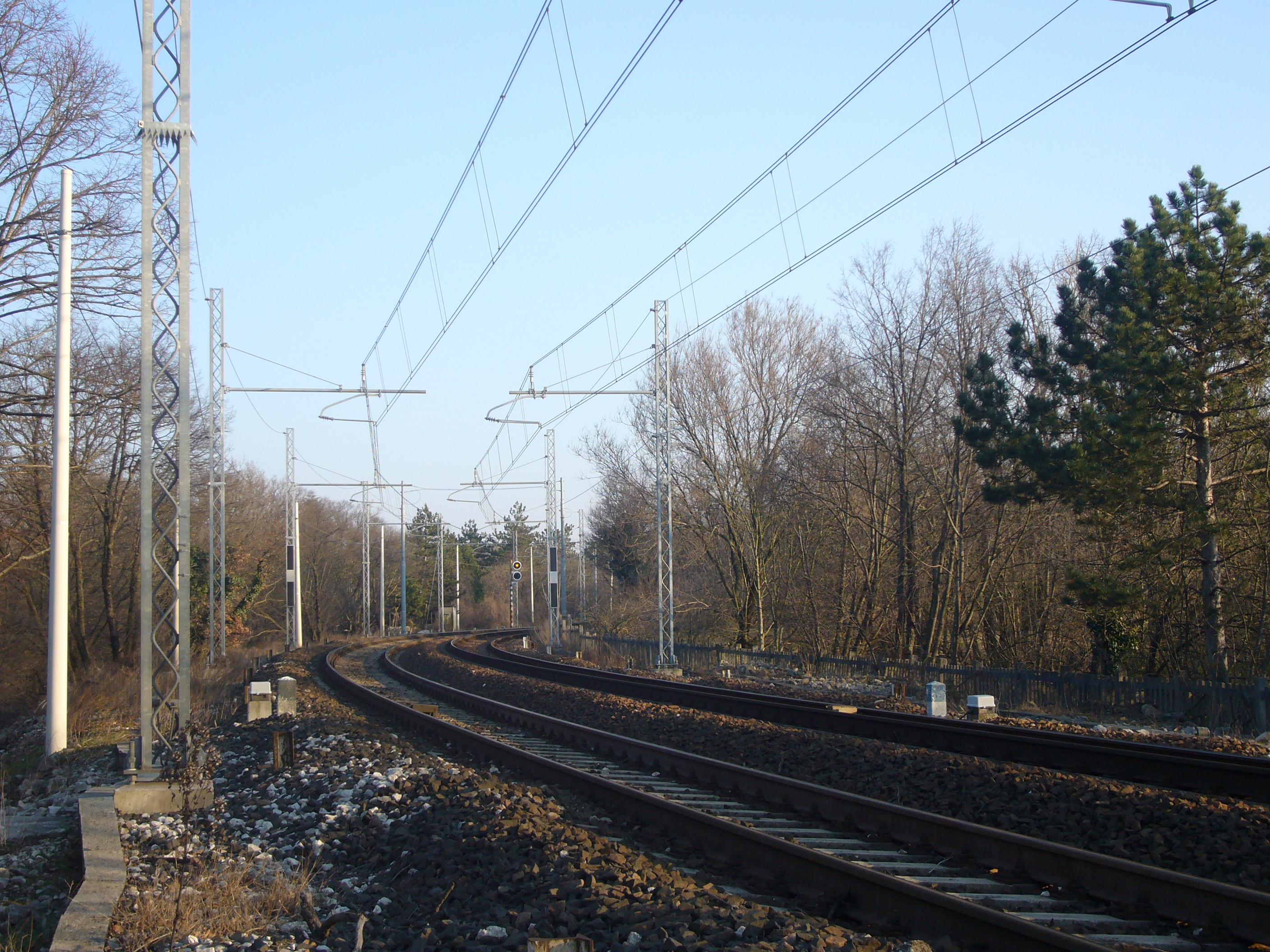
La ferrovia fotografata presso Prosecco

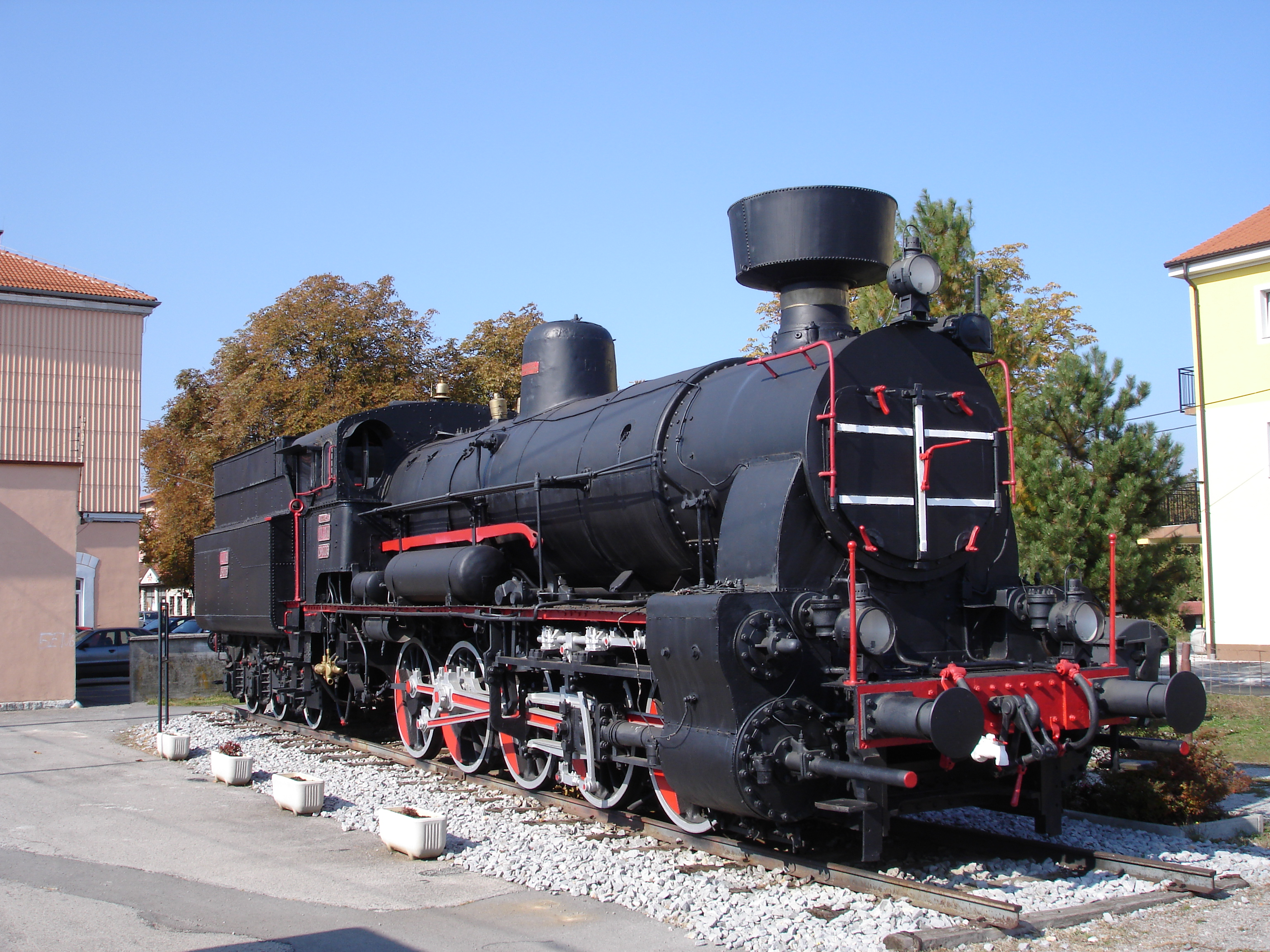
Locomotiva JZ 28006 (ex serie kkStB 80) esposta a Divaccia

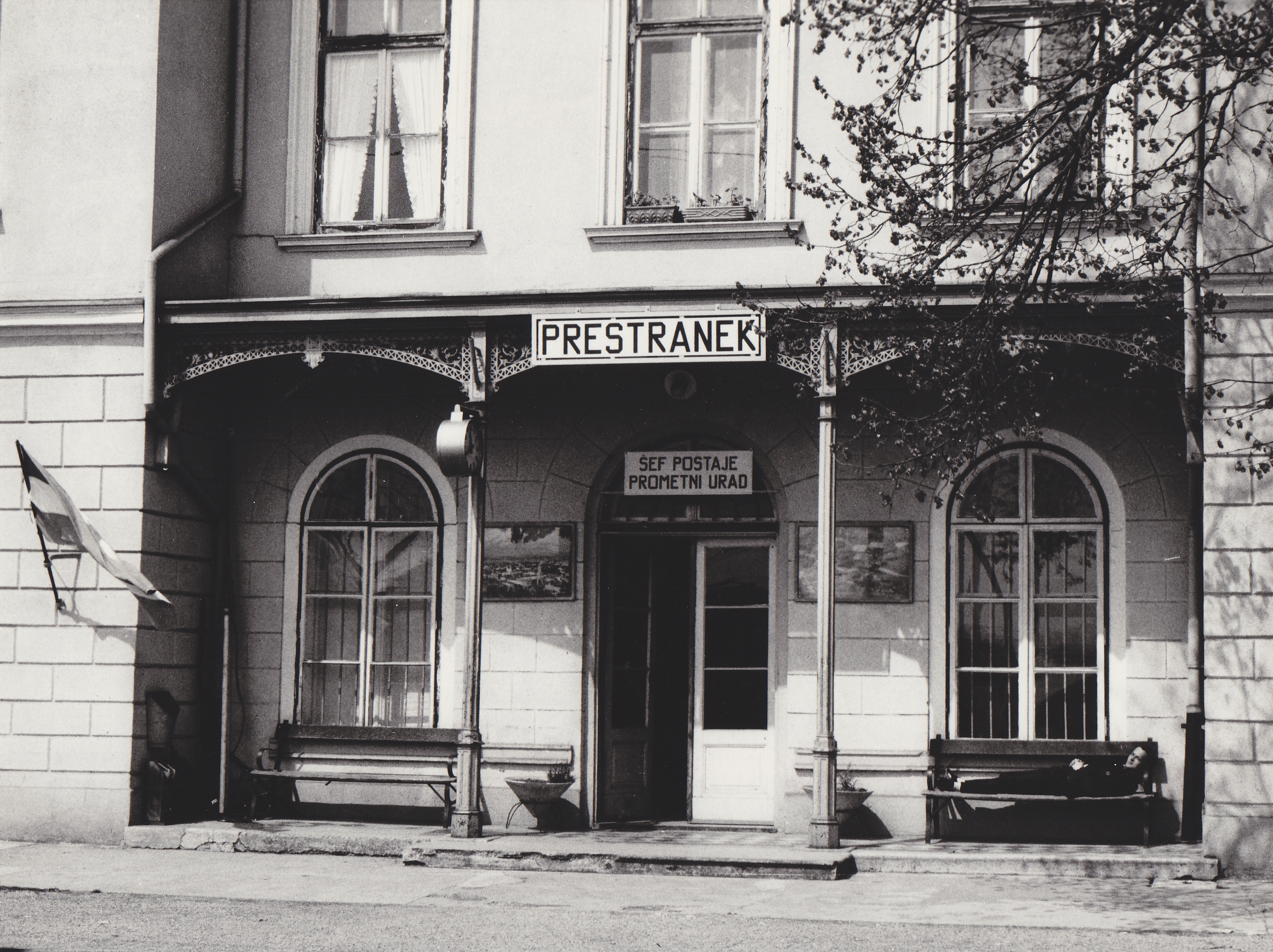
Stazione di Prestrane nel giugno 1983

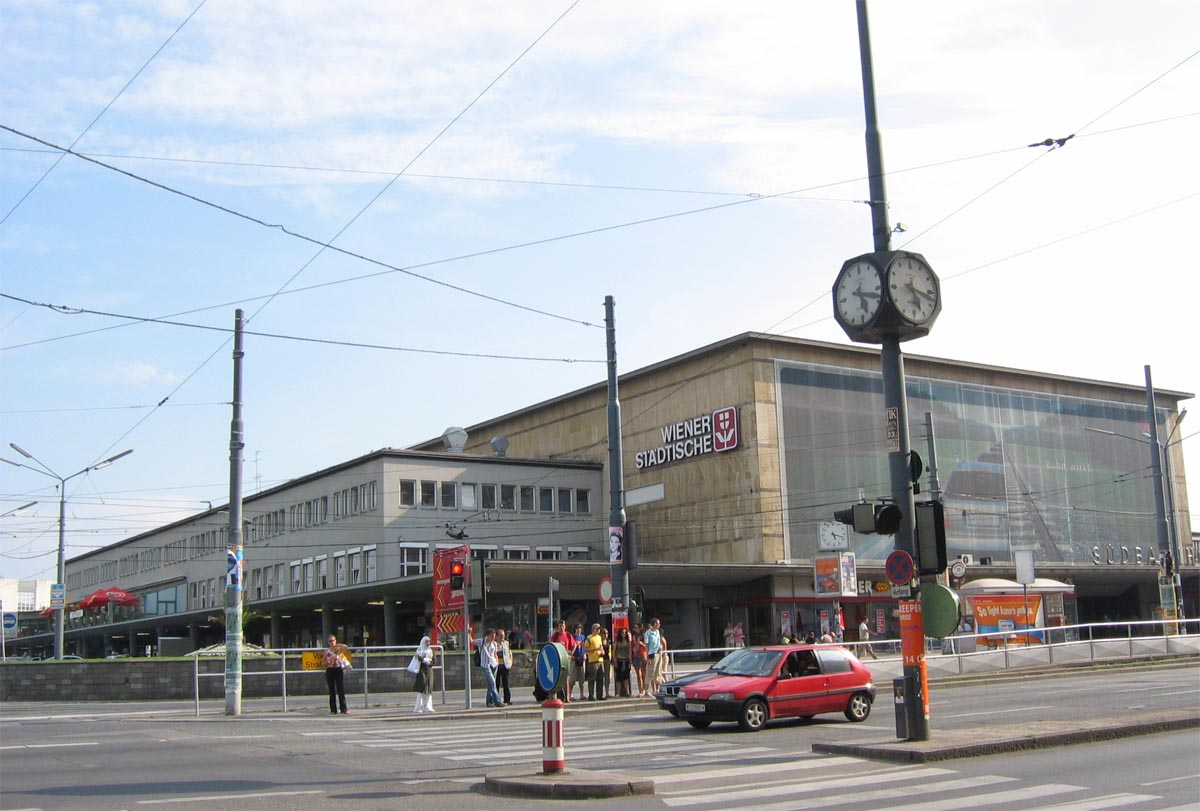
La Wien Südbahnhof fotografata nel 2005, stazione terminale della Südbahn dismessa nel 2009 e demolita nel 2010.

| Unknown route-map component "exKBHFa" |

| Unknown route-map component "+d" | Unknown route-map component "exdSTR" | Unknown route-map component "STR+l" | Unknown route-map component "dCONTfq" |

| Unknown route-map component "tdCONTgq" | Unknown route-map component "tSTR+r" | Unknown route-map component "exdSTR" | Straight track | Unknown route-map component "d" |

| Unknown route-map component "tHST" + Unknown route-map component "HUBaq" | Unknown route-map component "exdSTR" + Unknown route-map component "dHUBq" | Station on track + Unknown route-map component "HUBeq" |

| Unknown route-map component "SHI3l" + Unknown route-map component "PORTALg" | Unknown route-map component "xdSHI3g+lr" | Unknown route-map component "SHI3r" |

| Small non-passenger station on track |

|  | Unknown route-map component "dABZg2" | Unknown route-map component "STRc3" |

|  | Unknown route-map component "dHST" + Unknown route-map component "dSTRc1" | Unknown route-map component "STR+4" |

|  | Unknown route-map component "dSTR" | Non-passenger station/depot on track |

|  | Unknown route-map component "dBHF-L" | Unknown route-map component "BHF-R" |

| Unknown route-map component "STRc2" | Unknown route-map component "dABZg3" | Straight track |

| Unknown route-map component "STR+1" | Unknown route-map component "dBST" + Unknown route-map component "STRc4" | Straight track |

| Unknown route-map component "cCONTgq" | Unknown route-map component "ABZqr" | Unknown route-map component "dKRZo" | Unknown route-map component "ABZqlr" | Unknown route-map component "cCONTfq" |

| Unknown route-map component "eHST" |

| Unknown route-map component "exCONTgq" | Unknown route-map component "eABZgr" |  |

| Stop on track |

| Small non-passenger station on track |

| Unknown route-map component "SPLa" |

| Unknown route-map component "vHST" |

| Unknown route-map component "vSTR-DST" |

| Unknown route-map component "SPLe" |

| Station on track |

| Unknown route-map component "STR+GRZq" |

| Unknown route-map component "CONTgq" | Unknown route-map component "ABZgr" |  |

| Stop on track |

| Station on track |

| Station on track |

| Straight track |

|  | Unknown route-map component "eABZgl" | Unknown route-map component "exCONTfq" |

| Stop on track |

| Track change |

| Stop on track |

| Enter and exit short tunnel |

| Stop on track |

| Non-passenger station/depot on track |

| Stop on track |

| Unknown route-map component "CONTgq" | Unknown route-map component "KRZo" | Unknown route-map component "CONTfq" |

| Track change |

| Station on track |

| Stop on track |

| Station on track |

| Unknown route-map component "CONTgq" | Unknown route-map component "ABZgr" |  |

| Unknown route-map component "exCONTgq" | Unknown route-map component "eKRZu" | Unknown route-map component "exCONTfq" |

| Unknown route-map component "exCONTgq" | Unknown route-map component "eKRZu" | Unknown route-map component "exCONTfq" |

|  | Unknown route-map component "vSHI1+l-STR+l" | Unknown route-map component "CONTfq" |

| Unknown route-map component "vHST-STR" |

| Unknown route-map component "vÜST" |

| Unknown route-map component "vBHF-STR" |

|  | Unknown route-map component "vSTR-STRl" | Unknown route-map component "CONTfq" |

| Unknown route-map component "exCONTgq" | Unknown route-map component "edKRZu" | Unknown route-map component "exdSTRq" | Unknown route-map component "exCONTfq" |

| Unknown route-map component "vHST-" |

| Unknown route-map component "dÜST" | Unknown route-map component "d" |

| Unknown route-map component "vHST-" |

|  | Unknown route-map component "vSTR-STR+l" | Unknown route-map component "CONTfq" |

| Unknown route-map component "vBST-STR" |

| Unknown route-map component "vÜST" |

| Unknown route-map component "vBHF" |

|  | Unknown route-map component "vSTR-ABZgl" | Unknown route-map component "CONTfq" |

| Unknown route-map component "vSTR-DST" |

|  | Unknown route-map component "vSTR-ABZg+l" | Unknown route-map component "CONTfq" |

| Unknown route-map component "CONTgq" | Unknown route-map component "vABZgr-STR" |  |

| Unknown route-map component "vBST-STR" |

| Unknown route-map component "vSTR-DST" |

| Unknown route-map component "SPLe" |

| Station on track |

| Unknown route-map component "exCONTgq" | Unknown route-map component "eKRZu" | Unknown route-map component "exSTR+r" |

|  | Unknown route-map component "eKRWg+l" | Unknown route-map component "exKRWr" |

| Station on track |

| Station on track |

| Stop on track |

| Station on track |

|  | Unknown route-map component "eABZgl" | Unknown route-map component "exCONTfq" |

| Stop on track |

| Station on track |

| Stop on track |

| Station on track |

| Station on track |

| Station on track |

| Stop on track |

| Station on track |

| Unknown route-map component "BS2+l" | Unknown route-map component "BS2+r" |

| Unknown route-map component "tSTRa" | Unknown route-map component "tSTRa" |

| Unknown route-map component "tSTR+GRZq" | Unknown route-map component "tSTR+GRZq" |

| Unknown route-map component "tGIPl" | Unknown route-map component "tGIPl" |

| Unknown route-map component "tSTRe" | Unknown route-map component "tSTRe" |

| Unknown route-map component "BS2l" | Unknown route-map component "BS2r" |

| Unknown route-map component "exCONTgq" | Unknown route-map component "eKRZo" | Unknown route-map component "exCONTfq" |

| Stop on track |

| Station on track |

| Non-passenger station/depot on track |

| Unknown route-map component "exCONTgq" | Unknown route-map component "eABZg+r" |  |

| Station on track |

| Unknown route-map component "exCONTgq" | Unknown route-map component "eABZgr" |  |

|  | Unknown route-map component "ABZg+l" | Unknown route-map component "KINTeq" |

| Stop on track |

| Stop on track |

| Track change |

| Unknown route-map component "KMW" |

| 125+045 |
| 125+100 |

| Station on track |

| Station on track |

| Station on track |

| Station on track |

| Stop on track |

| Station on track |

| Stop on track |

| Unknown route-map component "hKRZWae" |

| Station on track |

| Unknown route-map component "KINTaq" | Unknown route-map component "ABZgr" |  |

| Non-passenger station/depot on track |

| Station on track |

| Unknown route-map component "kABZg3" |

| Unknown route-map component "cCONTgq" | Unknown route-map component "kABZq1" | Unknown route-map component "kSTRc4" + Unknown route-map component "ABZg+r" | Unknown route-map component "+c" |

| Unknown route-map component "eHST" |

| Station on track |

| Station on track |

| Straight track |

| Station on track |

| Unknown route-map component "BS2+l" | Unknown route-map component "eBS2+r" |

| Straight track | Unknown route-map component "exHST" |

| Enter and exit tunnel | Unknown route-map component "exSTR" |

| Straight track | Unknown route-map component "exTUNNEL1" |

| Unknown route-map component "BS2l" | Unknown route-map component "eBS2r" |

| Station on track |

| Unknown route-map component "CONTgq" | Unknown route-map component "ABZgr" |  |

| Unknown route-map component "SKRZ-Au" |

| Stop on track |

| Unknown route-map component "KMW" |

| 195+428 |
| 195+600 |

| Unknown route-map component "KMW" |

| 200+024 |
| 200+200 |

| Station on track |

| Stop on track |

| Unknown route-map component "exKINTaq" | Unknown route-map component "eABZg+r" |  |

| Unknown route-map component "eHST" |

| Unknown route-map component "SPLa" |

| Unknown route-map component "vDST-STR" |

| Unknown route-map component "vÜST" |

| Unknown route-map component "vSTR-DST" |

| Unknown route-map component "vBHF" |

| Unknown route-map component "CONTgq" | Unknown route-map component "vSTRr-SHI1r" |  |

| Unknown route-map component "KINTaq" | Junction both to and from right |  |

|  | Unknown route-map component "ABZgl" | Unknown route-map component "CONTfq" |

| Stop on track |

| Unknown route-map component "KRW+l" | Unknown route-map component "KRWgr" |  |

| Unknown route-map component "BHF-L" | Unknown route-map component "BHF-R" |  |

| Unknown route-map component "HST-L" + Unknown route-map component "PORTALf" | Unknown route-map component "HST-R" |  |

| Unknown route-map component "tHST" + Unknown route-map component "HUBaq" | Stop on track + Unknown route-map component "HUBeq" |  |

| Unknown route-map component "tSTRe" | Unknown route-map component "eHST" |  |

| Straight track | Station on track |  |

| Unknown route-map component "ABZg+l" + Unknown route-map component "lDST~L" | Unknown route-map component "ABZgr" + Unknown route-map component "lDST~R" |  |

| Unknown route-map component "ABZg2" | Station on track + Unknown route-map component "STRc3" |  |

| Unknown route-map component "STR+c1" | Unknown route-map component "ABZg+4" |  |

| Unknown route-map component "cCONTgq" | Unknown route-map component "ABZqr" | Unknown route-map component "ABZgr" |  | Unknown route-map component "c" |

| Unknown route-map component "KMW" |

| 230+715 |
| 230+684 |

| Station on track |

| Stop on track |

| Non-passenger station/depot on track |

| Stop on track |

| Unknown route-map component "exCONTgq" | Unknown route-map component "eABZg+r" |  |

| Station on track |

| Non-passenger station/depot on track |

| Stop on track |

|  | Unknown route-map component "ABZg+l" | Unknown route-map component "CONTfq" |

| Station on track + Unknown route-map component "GRZq" |

| 257+915 |
| 612+5   |

| Unknown route-map component "GRZq" | Unknown route-map component "GRZq" + Restricted border on track | Unknown route-map component "GRZq" |

| 260+127 |
| 610+4   |

| Unknown route-map component "eHST" |

| Enter and exit tunnel |

| Station on track |

| Small bridge over water |

| Stop on track |

| Station on track |

| Small arched bridge over water |

| Small arched bridge over water |

| Enter and exit tunnel |

| Stop on track |

| Station on track |

| Unknown route-map component "hKRZWae" |

| Unknown route-map component "CONTgq" | Junction both to and from right |  |

| Stop on track |

| Unknown route-map component "BS2c2" | Unknown route-map component "SHI2gr" |  |

| Unknown route-map component "vDST-STR" | Unknown route-map component "d" |

| Unknown route-map component "BS2c1" | Unknown route-map component "SHI2g+r" |  |

| Unknown route-map component "KINTaq" | Unknown route-map component "ABZgr" |  |

| Station on track |

| Small bridge over water |

| Stop on track |

| Small bridge over water |

| Station on track |

|  | Junction both to and from left | Unknown route-map component "CONTfq" |

| Station on track |

| Enter and exit tunnel |

|  | Unknown route-map component "eABZgl" | Unknown route-map component "exCONTfq" |

| Station on track |

| Station on track |

| Unknown route-map component "d" | Unknown route-map component "evSHI2gl-" |

| Unknown route-map component "exCONTgq" | Unknown route-map component "exdSTRq" | Unknown route-map component "xvSTRo-STRr" |  |

| Unknown route-map component "hKRZWae" |

| Enter and exit tunnel |

| Station on track |

| Stop on track |

| Station on track |

|  | Unknown route-map component "ABZg+l" | Unknown route-map component "CONTfq" |

| Station on track |

| Station on track |

| Stop on track |

| Non-passenger station/depot on track |

| Unknown route-map component "CONTgq" | Unknown route-map component "ABZg+r" |  |

| Station on track |

| Station on track |

| Station on track |

| Unknown route-map component "d" | Unknown route-map component "BS2+l" | Unknown route-map component "STRl~R" + Unknown route-map component "STR+l" | Unknown route-map component "dCONTfq" |

| Unknown route-map component "hKRZWae" | Unknown route-map component "hKRZWae" |

| Unknown route-map component "BS2l" | Unknown route-map component "BS2r" |

| Station on track |

| Station on track |

| Unknown route-map component "HSTeBHF" |

| Unknown route-map component "HSTeBHF" |

| Unknown route-map component "eHST" |

| Station on track |

| Station on track |

| Unknown route-map component "WCONTfaq" + Unknown route-map component "exGRZq" | Unknown route-map component "hKRZWae" + Unknown route-map component "exGRZq" + Unknown route-map component "exlZOLL" | Unknown route-map component "WCONTgeq" + Unknown route-map component "exGRZq" |

| Station on track |

| Stop on track |

| Station on track |

| Unknown route-map component "exCONTgq" | Unknown route-map component "eABZgr" |  |

| Unknown route-map component "hKRZWae" |

| Unknown route-map component "SPLa" |

| Unknown route-map component "vBHF-DST" |

| Unknown route-map component "vHST-STR" |

| Unknown route-map component "vÜWBl+l" |

| Unknown route-map component "vDST" |

| Unknown route-map component "v-STR" | Unknown route-map component "edABZg2" | Unknown route-map component "exdSTRc3" |

| Unknown route-map component "c" | Unknown route-map component "exCONTgq" | Unknown route-map component "evKRZo" + Unknown route-map component "STRc2x1" | Unknown route-map component "xABZq+3x4" | Unknown route-map component "cCONTfq" |

| Unknown route-map component "d" | Unknown route-map component "dSTR" | Unknown route-map component "dABZg+1" | Unknown route-map component "dSTRc4" |

| Unknown route-map component "vBHF" |

| Unknown route-map component "cCONTgq" | Unknown route-map component "ekABZq2" | Unknown route-map component "SPLegr" + Unknown route-map component "exkSTRc3" | Unknown route-map component "+c" |

| Unknown route-map component "ekABZg+4" |

| Stop on track |

| Stop on track |

| Station on track |

| Unknown route-map component "exdCONTgq" | Unknown route-map component "eABZgr" | Unknown route-map component "d" |

| Unknown route-map component "eHST" |

| Stop on track |

| Station on track |

| Unknown route-map component "BS2+l" | Unknown route-map component "eBS2+r" |

| Unknown route-map component "d" | Station on track | Unknown route-map component "exABZg2" | Unknown route-map component "exdSTRc3" |

| Unknown route-map component "d" | Unknown route-map component "STR2" + Unknown route-map component "exhSTRc2" | Unknown route-map component "exSTRc12" + Unknown route-map component "exhSTR3a" | Unknown route-map component "exdSTR3+4" |

| Unknown route-map component "d" | Unknown route-map component "exhSTR+1e" | Unknown route-map component "ABZ+4x1" + Unknown route-map component "exhSTRc4" | Unknown route-map component "exdSTRc4" |

| Unknown route-map component "eBS2l" | Unknown route-map component "BS2r" |

| Unknown route-map component "eBHF" |

| Unknown route-map component "BRK3" |

| Station on track |

| Station on track |

| Stop on track |

| Station on track |

| Unknown route-map component "exGRZq" | Unknown route-map component "exGRZq" + Unknown route-map component "eZOLL" | Unknown route-map component "exGRZq" |

| Station on track |

| Station on track |

| Station on track |

|  | Unknown route-map component "ABZgl" | Unknown route-map component "CONTfq" |

| Stop on track |

| Station on track |

| Unknown route-map component "eHST" |

| Unknown route-map component "eDST" |

| Station on track |

|  | Junction both to and from left | Unknown route-map component "CONTfq" |

| Stop on track |

| Unknown route-map component "dCONTgq" | Unknown route-map component "dSTRq" | Unknown route-map component "vSTRo-STR+r" | Unknown route-map component "d" |

| Unknown route-map component "d" | Unknown route-map component "vSHI2g+l-" |

| Station on track |

| Unknown route-map component "KINTaq" | Unknown route-map component "ABZgr" |  |

| Unknown route-map component "GRZq" | Unknown route-map component "GRZq" + Restricted border on track | Unknown route-map component "GRZq" |

| 682+499 |
| 32+511  |

| Unknown route-map component "eBS2+l" | Unknown route-map component "BS2+r" |

| Unknown route-map component "KINTxa" | Straight track |

| Unknown route-map component "xKRWgl" | Unknown route-map component "KRWg+r" |

| Unknown route-map component "exdCONTgq" | Unknown route-map component "exKRZu" | Unknown route-map component "eABZg+r" | Unknown route-map component "d" |

| Unknown route-map component "exBHF" | Straight track |

| Unknown route-map component "exSTR" | Station on track |

| 687+500 |
| 28+533  |

| Unknown route-map component "d" | Unknown route-map component "exABZgl" | Unknown route-map component "ABZglxr" | Unknown route-map component "dCONTfq" |

| Unknown route-map component "eBS2l" | Unknown route-map component "BS2r" |

| Unknown route-map component "eBHF" |

| Non-passenger station/depot on track |

| Unknown route-map component "cCONTgq" | Unknown route-map component "STR+r" | Straight track |  | Unknown route-map component "c" |

| Station on track | Straight track |  |

| 14+330 |
| 0+770  |

| Unknown route-map component "ABZgl" + Unknown route-map component "PORTALf" | Unknown route-map component "ABZgr" |  |

| 0+000   |
| 130+463 |

| Unknown route-map component "tSTR2" | Straight track + Unknown route-map component "tSTRc3" |  |

| Unknown route-map component "tSTRc1" | Unknown route-map component "ABZg+t4e" |  |

| 131+315 |
| 13+687  |

| Unknown route-map component "eHST" |

| Unknown route-map component "eDST" |

| Stop on track |

| Unknown route-map component "BRK3" |

| Unknown route-map component "exKDSTa" | Straight track |  |

| Unknown route-map component "exSTR" | Unknown route-map component "ABZgt2a" | Unknown route-map component "tSTRc3" |

| Unknown route-map component "c" | Unknown route-map component "exSTR" | Unknown route-map component "tSTRc12" + Straight track | Unknown route-map component "tABZl+34" | Unknown route-map component "cCONTfq" |

| Unknown route-map component "exKRWgl" | Unknown route-map component "exKRW+r" + Unknown route-map component "ABZg+t1e" | Unknown route-map component "tSTRc4" |

| Unknown route-map component "exKRWg+l" | Unknown route-map component "eKRWgr" |  |

| Unknown route-map component "exDST" | Non-passenger station/depot on track |  |

| Unknown route-map component "exSTR" | End station |  |

| Unknown route-map component "exCONTf" |